# Schefflera trungii
Schefflera trungii là một loài thực vật có hoa trong Họ Cuồng cuồng. Loài này được Grushv. & Skvortsova miêu tả khoa học đầu tiên năm 1969.